# 右旋糖酐70
右旋糖酐70 （英語：Dextran 70）以商品名RescueFlow等於市面銷售，是種用於擴大血管中血液容量的藥物。特別用於治療例如個體因出血或是灼傷，而又無法即時獲得輸血而引發的休克，以及在高風險醫療程序中發生靜脈血栓和肺栓塞的預防用途。此藥物的分子很大，並且不具有可與氧氣結合的蛋白質，無法攜帶氧氣，作用僅限於短期內維持個體血液穩定循環的作用。
此藥物為右旋糖酐的一種，是種高分子化合物，因分子量約為70kDa（70千道爾頓）左右而得名。右旋糖酐的分子量各有40、60或70kDa。 其中最廣泛使用的是含6%右旋糖酐70的溶液 (商品名Macrodex)，此溶液能使血漿的膨脹體積與輸注量相同，在血漿中的停留時間大約為3至4小時。右旋糖酐分子會被腎臟排出，或是被體內一種叫內源性纖維蛋白溶解酶水解成二氧化碳和水。
使用藥物後常見的副作用有嘔吐、發燒和關節痛。其他副作用有過敏反應和凝血不良。不建議患有腎功能衰竭、嚴重心臟衰竭或凝血障礙的患者使用。英國國家處方集以此藥物可能會對胎兒不利而不建議個體於懷孕期間使用。藥物的作用原理是將人體血管外的液體引入血管中，將血液流量擴充而達成。

## 藥效學
據報導，右旋糖酐會對止血發生影響，特別是它會延長出血時間。在同一試驗中，據報右旋糖酐70可減少栓塞、降低血小板黏附性並產生血液稀釋作用。這些影響會隨著藥物分子量的增加成比例式增加。研究顯示使用右旋糖酐70可降低心臟手術後全身發炎反應和心肌鈣蛋白(Cardiac troponin I）的釋放。

## 作用機制
在臨床前研究中，藥物的作用機制被認為與甘露聚糖結合凝集素受體阻斷組織纖溶酶原激活劑的攝取有關。此過程透過增強內源性纖維蛋白溶解酶產生直接作用。然後產生渗透作用 - 細胞膜透過濃度梯度發生水分子被動擴散的過程，而擴大血管中血液容量。

## 禁忌症
對右旋糖酐類藥物過敏。患有嚴重少尿症或無尿症的腎臟疾病；明顯的急性惡化性心衰竭，所有類型的明顯止血缺陷（例如血小板減少症、低纖維蛋白原減少症（hypofibrinogenaemia）），包括藥物所引起的（例如肝素、華法林）。

## 應予特別注意事項
以下個體於使用時需特別注意：
心臟衰竭或心臟衰竭風險的患者、
活動性出血、
糖尿病、
慢性肝衰竭、
有肺水腫風險的，給藥前須正確脫水。
此藥物不可作為非全血或血液成分替代品，不建議腎臟和肝臟受損者與懷孕期和母乳哺育期個體使用。

## 與其他藥物交互作用
可能會增強肝素、阿昔單抗或水蛭素的抗凝血作用。可能增強阿貝卡星的腎毒性作用。

## 藥物形式
靜脈注射的形式有生理鹽水或是葡萄糖溶液兩種，呈無色或微草黃色略帶粘稠性的液體，具有與人體血漿同樣的比重及含鹽量，pH值約為4～7。
藥物經由靜脈注射方式給藥。右旋糖酐70也以溶液或軟膏的形式用於眼科治療，可暫時緩解乾眼症或輕微的眼部不適。用於眼科治療的形式通常是非處方藥。

## 歷史
右旋糖酐是一種複合且支鏈的葡聚糖（由許多葡萄糖分子構成的多糖），構成它的鏈長度不同（從3到2000千道爾頓不等），是牙菌斑的主要成分。在藥用方面，它被作為抗血栓形成藥以降低血液黏性，並且在貧血症方面用於擴增血液容量。最早是由路易·巴斯德在研究葡萄酒時發現的微生物產物之一。然而直到美國化學家艾倫·吉恩開發利用細菌的生產法之後後，才能實現大規模生產。

## 社會與文化
右旋糖酐70於1947年取得美國食品藥物管理局（FDA）核准用於醫療用途。它已被列入世界衛生組織基本藥物標準清單之中。

## 外部連結
- . Drug Information Portal. U.S. National Library of Medicine.   [2024-06-08]. （原始内容存档于2020-11-27）.